# Psałterz Dawidów
Psałterz Dawidów, inaczej Psałterz Dawidowy przekładania Jana Kochanowskiego – poetycka parafraza biblijnej Księgi Psalmów autorstwa Jana Kochanowskiego, wydana w 1579 nakładem Drukarni Łazarzowej.
Pracę nad zbiorem Kochanowski poprzedził wnikliwymi studiami biblistycznymi i filologicznymi. Trudno jest wskazać tekst, który posłużył poecie za podstawę przekładu; wbrew rozpowszechnionej opinii, nie była to jednak łacińska Wulgata, z niej Kochanowski zaczerpnął jedynie incipity psalmów. Historycy literatury staropolskiej są zdania, iż Psałterz to najbardziej zróżnicowane pod względem wersyfikacyjnym dzieło poety; pojawiają się również opinie, iż jego napisanie stanowiło największe wyzwanie dla sił twórczych Kochanowskiego, stanowiąc przedsięwzięcie mierzone w skali światowej.

## Dzieje wydania
Psałterz Dawidów został wydany w roku 1579 w drukarni Łazarzowej w Krakowie. Dzieło ukazało się w czarnoleskim okresie życia poety. Choć opublikowany w 1579 roku, prace nad nim prowadził Kochanowski już na dworze Zygmunta Starego.
Już rok po wydaniu Psałterza ukazała się do niego muzyka Mikołaja Gomółki pt. Melodie na psałterz polski.

## Styl i język
Psałterz nie jest dokładnym tłumaczeniem Księgi Psalmów ze Starego Testamentu, ale jej poetycką parafrazą, dostosowaną do polskiej obyczajowości i warunków. Kochanowski posługiwał się różnymi współczesnymi przekładami i parafrazami oryginału, szczególnie zaś inspirował się łacińską parafrazą psalmów autorstwa George'a Buchanana. Psałterz Kochanowskiego charakteryzuje renesansowy humanizm: starotestamentowy Bóg otrzymuje rysy miłosierne, charakterystyczne do humanistycznego postrzegania Boga. Nie jako surowego sędziego lecz jako przyjaciela człowieka. Wizerunek ten został zapożyczony z nowotestamentowej opowieści o Jezusie.